# キス・アンド・クライ

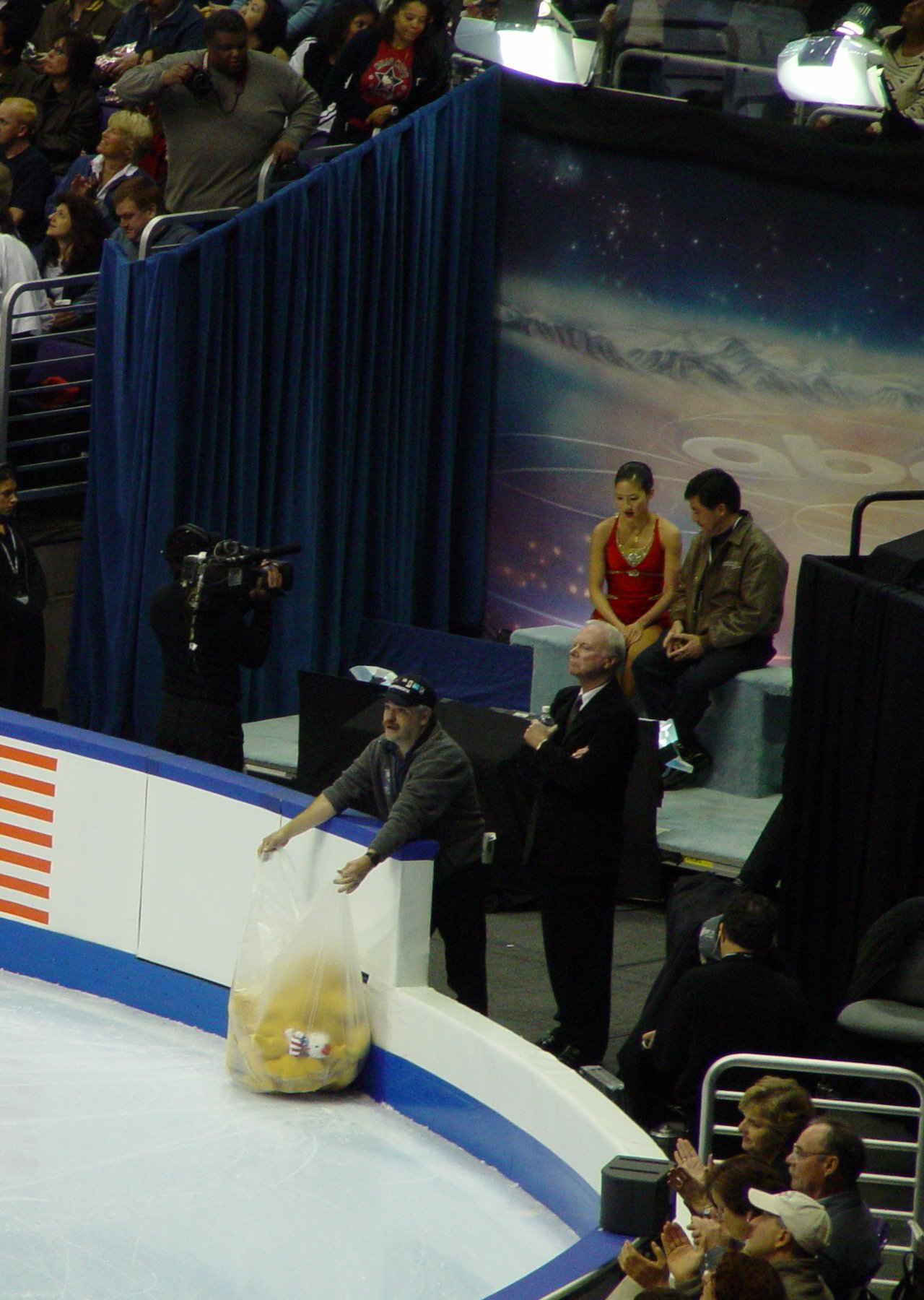
2002年の全米フィギュアスケート選手権でコーチと共にキス・アンド・クライで待機するミシェル・クワン。

キス・アンド・クライ（Kiss and Cry）は、フィギュアスケート競技会で競技後、選手とコーチが採点結果の発表を待つために、スケートリンク脇に設置された小さな待機スペース。略称は「キスクラ」。
選手とコーチは、しばしば良い演技をした後に、それを祝うために接吻をしたり、失意の涙を流したりするので、その名前が付けられた。

## 概要
この場所は、通常、リンクの角または端に位置し、スケーター及びコーチが競技結果を見る為のモニターが設置されており、ベンチまたは椅子が備えられている。テレビ中継や報道機関の写真撮影のために、花やその他で装飾されていることが多い。
1983年にヘルシンキで開催された世界フィギュアスケート選手権で大会組織委員であったフィンランドのフィギュアスケート役員ジェーン・エルコが、イベントに先立ってテレビ局の技術者とともにアリーナを訪れた際に、その技術者にこの場所を何と呼べばいいのかと言われた。そのときに、エルコが”キス・アンド・クライ”と名付けた。
オリンピックでは、1984年のサラエボオリンピックで公式の待機場所が登場した。「キス・アンド・クライ」という言葉は1990年代初めから広く使われていたが、国際スケート連盟規則でも公式に使用されている。アメリカとその他の各国のスケート連盟は、待機中の振る舞いをスケーターに指導している。

## フィギュアスケート以外での使用例
いくつかの体操競技でも、「キス・アンド・クライ」という言葉が使われている。
東京2020オリンピック・パラリンピック大会では、馬術競技など多くの競技会場でも「キス・アンド・クライ」という呼称が使用された。